# Конде-сюр-Нуаро
Конде́-сюр-Нуаро́ (фр. Condé-sur-Noireau) — ассоциированная коммуна на северо-западе Франции, регион Нормандия, департамент Кальвадос, округ Вир.  Расположена в 39 км к югу от Кана, в месте впадения небольшой речки Дрюанс в реку Нуаро.
С 1 января 2016 года коммуна Конде́-сюр-Нуаро́ вместе с ещё пятью коммунами объединились в новую коммуну Конде-ан-Норманди.
Население (2013) — 5 244 человека. 

## История
Во время Религиозных войн Конде был одним из оплотов местных гугенотов. В городе неоднократно проводились собрания гугенотов, а в 1694 году он стал центром протестантского синода в Нормандии. 
Реки Дюранс и Нуаро способствовали развитию производств в Конде. К концу XVII века в городе было три больших мельницы. В XVIII веке Конде стал важным региональным промышленным центром — в производстве тканей из шерсти и льна было задействовано свыше 7 тысяч человек. К середине XIX веке в городе было 55 ткацких фабрик с общим количеством ткацких станков свыше 8 тысяч, активно развивалось книгопечатание, многие другие ремесла. Удар по экономике Конде нанесла Гражданская война в США, поскольку из-за морской блокады Южных штатов были сорваны поставки хлопка, в результате чего к 1863 году многие ткацкие производства были остановлены.
Большой урон Конде нанесла Вторая мировая война, когда в результате массированных бомбардировок около 95 % городских зданий и сооружений было разрушено. Полностью восстановить город удалось только к 1963 году.

## Достопримечательности
- Церковь Сен-Мартен XI века
- Современная церковь Сен-Совёр
- Протестантский храм
- Музей художника Шарля Леандра
- Муниципальный парк с прудом

## Экономика
Структура занятости населения:
- сельское хозяйство — 1,4 %
- промышленность — 44,4 %
- строительство — 4,5 %
- торговля, транспорт и сфера услуг — 25,4 %
- государственные и муниципальные службы — 24,4 %

Уровень безработицы (2013 год) - 18,6 % (Франция в целом — 13,6 %, департамент Кальвадос — 12,6 %). 

Среднегодовой доход на 1 человека, евро (2013 год) - 17 453 (Франция в целом — 19 786, департамент Кальвадос — 19 850).

## Демография
Динамика численности населения, чел.

## Города-побратимы
- Росс-он-Уай, Великобритания
- Поджо-Руско, Италия

## Знаменитые уроженцы
- Жюль Дюмон-Дюрвиль (1790-1842) — путешественник, мореплаватель, океанограф

## Галерея

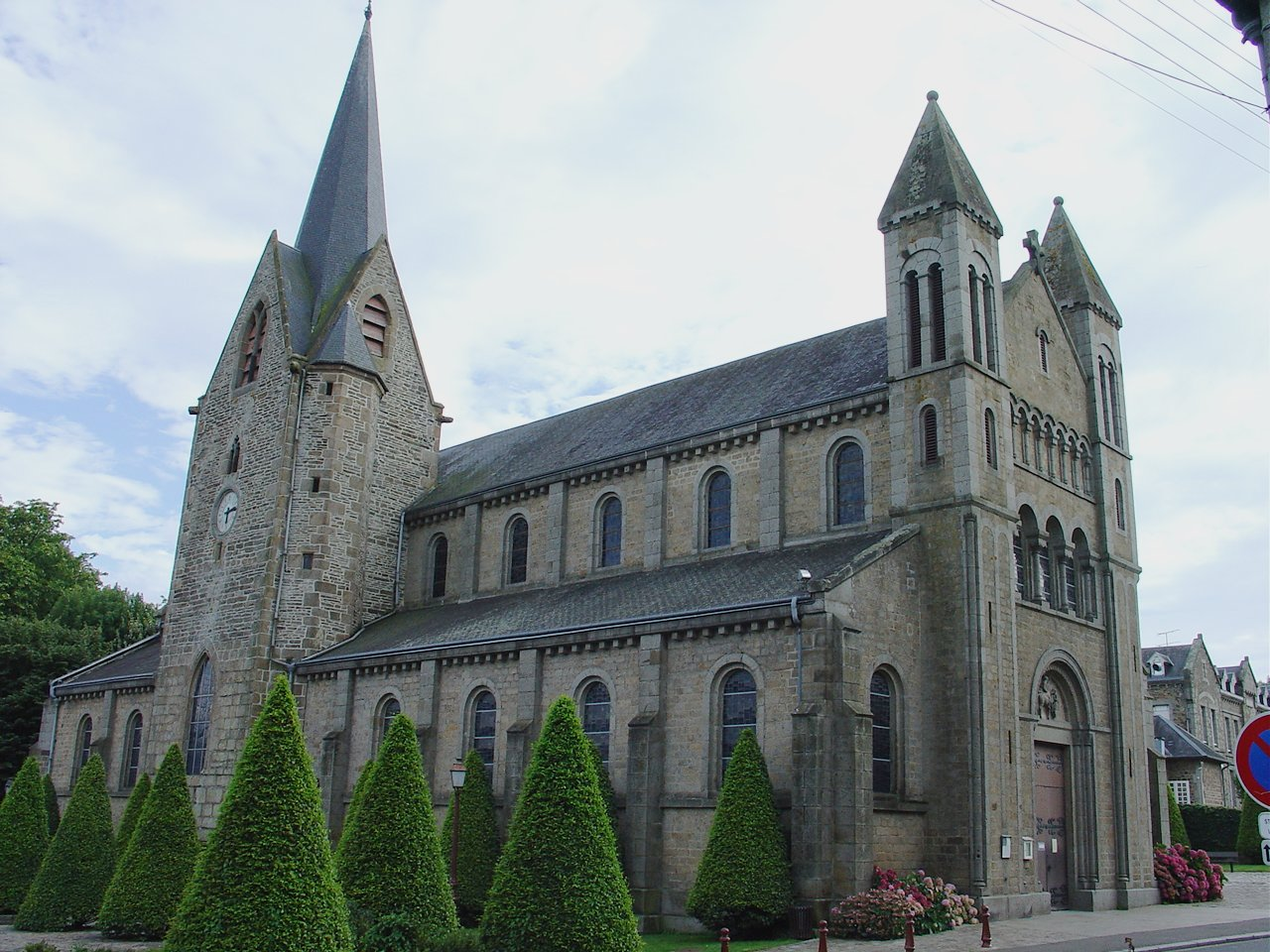
Церковь Сен-Мартен
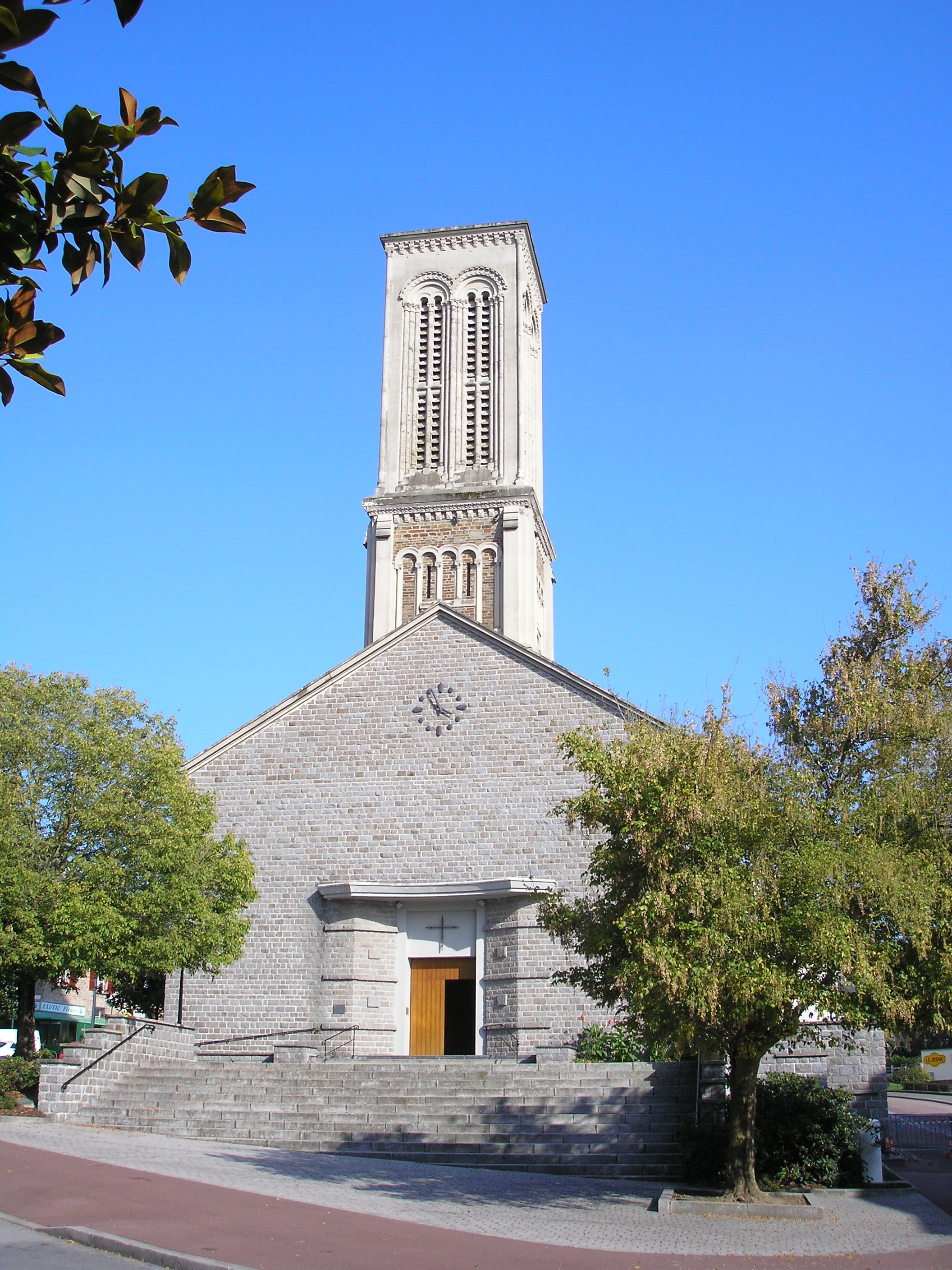
Церковь Сен-Совёр
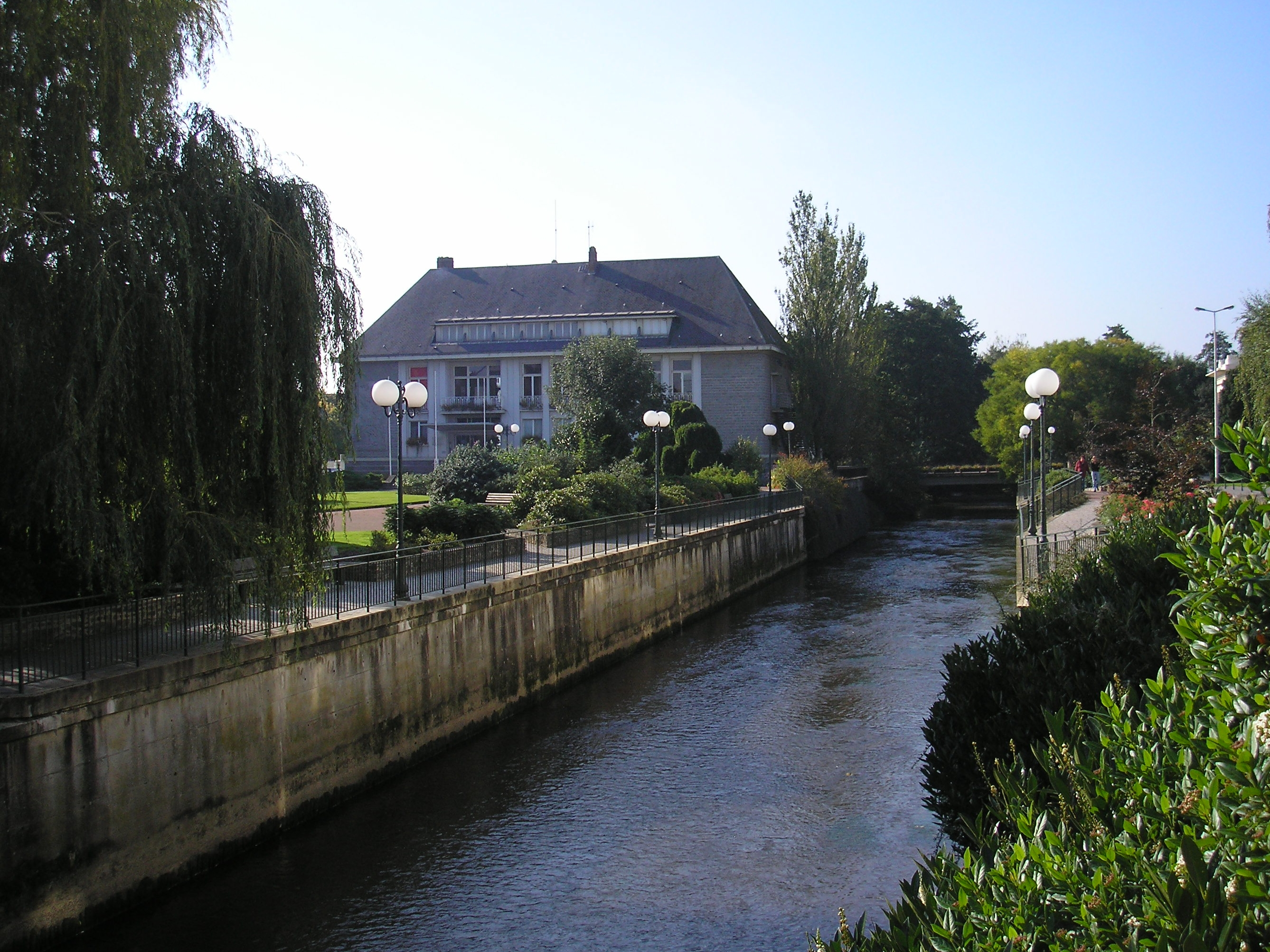
Здание мэрии